# Il fosso
Il fosso est un recueil de nouvelles de Laudomia Bonanni publié en 1949. Il contient quatre nouvelles : Il fosso (« Le fossé »), Il mostro (« Le mostre »), Messa funebre (« Messe funèbre ») et Il seme (« La semence »).

## Chronologie
En 1948, avec deux longs récits (Il fosso et Il mostro), réunis sous le titre Il fosso, Laudomia Bonanni a remporté le prix pour une œuvre inédite d'auteur inédit, offert par les Amis du dimanche, c'est-à-dire par les lettrés appartenant au « salotto » culturel de Maria Bellonci. Ce prix n'a été décerné qu'une seule fois et n'a jamais été réitéré.
Le livre Il fosso a été publié l'année suivante par Mondadori et a remporté en 1950 le Prix Bagutta "opera prima" qui n'avait jamais été assigné à une écrivaine. Laudomia Bonanni y avait ajoutées deux nouvelles : Messa funebre et Il seme .
Pour participer à ce concours, il fallait envoyer le texte anonyme, accompagné d'une lettre scellée contenant le mon et l'adresse de l'auteur. Sur l'enveloppe il fallait mettre une devise. Laudomia Bonanni y écrivit : « Vivere è necessario » (« Vivre est nécessaire »).

## Résumé

### Il fosso
Dans un pays des Abruzzes, pendant les années 1920, Colomba habite son taudis avec ses deux enfants Innocenzo et Onorina, les seuls survivants des 14 enfants qu'elle a engendrés. Ce sont des enfants sauvages qui jouent dans « le fossé », c'est-à-dire dans le dépotoir du pays, où de temps en temps une femme vide son pot de chambre. Ils vont à l'école quand ils possèdent une paire de chaussures. La jeune maîtresse est incapable de faire face à ces « petits animaux » : « cette petite fille verdâtre et frétillante comme un lézard, cette petite couleuvre de garçon avec deux têtes d'épingles impavide de la plus absolue innocence sous le front. » (« questa bimba verdognola e guizzante come una lucertola, quel bisciolino di maschietto con due capocchie di spillo impavide della più assoluta innocenza sotto la fronte. »),.

### Il mostro
Une écrivaine et journaliste effectue une étude psychologique sur son petit-fils qui va à l'adolescence et est presque étourdie par la véhémence du tourbillon de virilité qui frappe ce garçon.« Dans ce récit qui, en ce qui concerne la protagoniste féminine, pourrait être le plus autobiographique de la Bonanni [...] il est également transcrit l'impression que la narration étrangère, américaine ou européenne de suggestion américaine, sait réveiller chez ceux qui s'étaient nourris en majorité des sucs de notre prose, étant donné l'autarcie qui, les années précédentes [...] sembla constituer pour les Italiens le mot d'ordre aussi dans le domaine culturel. » « In questo racconto che, per quanto riguarda la protagonista femminile, potrebbe risultare il più autobiografico della Bonanni [...] c'è anche trascritta l'impressione che la narrativa straniera, americana o europea di suggestione americana, sa destare in chi si era nutrito in prevalenza dei succhi della nostra prosa, stante l'autarchia che negli anni precedenti [...] sembrò costituire per gli italiani la parola d'ordine anche nel campo culturale. »
Nouvelle traduite en anglais par Gilbert Creighton et republié en partie en 1949.

### Messa funebre
Les nouvelles Seme et Messa funebre se déroulent à Caramanico, un pays sur le massif de la Maiella, où les fascistes et les Allemands se heurtèrent à la dure réalité des partisans, des juifs et des parachutistes des Alliés. Dans l'ancienne église se déroulent les obsèques d'une femme âgée, quand un bombardement secoue les murs et les colonnes. La jeune Irina, sortant indemne de l'église, voit un soldat bavarois qui dessine la facade de l'église et sa rosace antique. Elle ne voit pas en lui un ennemi.

### Il seme
Karl, le soldat bavarois qui dessinait la façade de l'église, meurt et son corps, abandonné par ses compagnons, pourrit dans un champ. De la liqueur sortie de ses pupilles vides naît une plante et fleurit une fleur. « il primo seme a esprimere un cespo di violacciocche da un'oncia di terriccio annidato nell'ansa d'una foglia di pietra del rosone fu certo quello del bavarese Karl. [...] l'umore dell'occhio, avendo ceduto se alla terra, le aveva fatto posto nel cavo dell'orbita. [...] Ma poi ne scaturì, al lucente sole, un filo d'erba smeraldino. Per quella terra altri corpi erano sparsi come chicchi di grano. » « La première graine à exprimer un buisson de giroulées d'une once de terre nichée dans l'anse d'une feuille de pierre de la rosace fut certainement celle du bavarois Karl. [...] L'humeur de l'œil, s'étant donnée à la terre, lui avait fait place dans le creux de l'orbite. [...] Puis il en sortit, au soleil brillant, un fil d'herbe émeraude. Sur cette terre d'autres corps étaient dispersés comme des grains. ».

## Critique
Il fosso fut recensé par Eugenio Montale, par Goffredo Bellonci, par Ferdinando Giannessi, par Enrico Falqui (it), par Emilio Cecchi, par Mario Picchi (it), par Arnaldo Frateili (it), par Giuseppe De Robertis (it), par Aldo Capasso (it), par Geno Pampaloni (it), par Lorenzo Gigli (it), par Eraldo Miscia (it), par Arnaldo Bocelli (it), par Ettore Allodoli (it) et par d'autres écrivains. Laudomia Bonanni avait conservé les coupures de journaux et de revues avec les critiques : elles furent republiées après sa mort,.

## Éditions
- Il fosso, Milan, Mondadori, 1949.
- Il fosso, réédiction avec Palma e Sorelle, Milan, Bompiani, 1968.
- Il fosso, réédiction posthume, Textus, L'Aquila, 2004 (curatelle de Carlo De Matteis)[17].

#### Livres
- (it) Pietro Zullino (curatelle de), La vita e l'opera di Laudomia Bonanni: con una raccolta delle recensioni: "Il fosso", "Palma e sorelle", "L'imputata", "L'adultera", "Vietato ai minori", "Città del tabacco", "Il bambino di pietra", "Le droghe" e la presentazione di tre romanzi inediti, Rome, s.e., 2002
- (it) Fausta Samaritani, Laudomia Bonanni - Epistolario, vol. I, Lanciano (CH), Carabba, 2006, 18-24, 73-75, 77-82, 89, 129, 224-225 et 231-232 (ISBN 88-88340-99-8).
- (it) Gianfranco Giustizieri, "Io che ero una donna di domani". In viaggio tra gli scritti di Laudomia Bonanni, L'Aquila, Consiglio regionale dell'Abruzzo, 2008.
- (it) Gianfranco Giustizieri, Laudomia scrittrice senza tempo. Secondo viaggio tra gli scritti di Laudomia Bonanni, Lanciano (CH), Carabba, 2010, 111-117 et passim (ISBN 978-88-6344-131-4).
- (it) Gianfranco Giustizieri, Laudomia Bonanni tra memoria e futuro. Itinerari di lettura nelle pagine della critica letteraria. Con una testimonianza di Luciano Paesani e il copione dell'adattamento teatrale del racconto "Città del tabacco", Lanciano (CH), Carabba, 2014, 43-76 p. (ISBN 978-88-6344-279-3).

#### Articles
- (it) Eugenio Montale, « Aggredisce i mostri la ragazza dell'Aquila », Corriere d'informazione, Milan,‎ 1949, 6-7 décembre, p. 3.
- (it) Ferdinando Giannessi, « Libri autori critici. La Medusa degli italiani », ...e chi non sa su' danno, Pise, Industrie grafiche V. Lischi & figli, vol. XVIII, nos 10-11,‎ octobre-novembre 1949, p. 18-19.
- (it) Goffredo Bellonci, « Il fosso di Laudomia Bonanni », Il Giornale d'Italia, Rome,‎ 1949, 1 novembre, p. 3.
- (it) Enrico Falqui, « Saltare il fosso », Il Tempo, Rome,‎ 1950, 19 février, p. 3.
- (it) Emilio Cecchi, « Narratore e narratrice », L'Europeo, Rome,‎ 1950, 23 avril.
- (it) Fausta Samaritani, « Laudomia Bonanni (la Penna dell'Aquila) fuori dal coro », La donna italiana da Salò alla Prima Repubblica. Curatelle de Romain H. Rainero, Milan, Cuesp,‎ 2010, p. 155-189.